# 东湖街道 (杭州市)
东湖街道是中国浙江省杭州市临平区下辖的一个街道。东湖街道原属余杭区管辖，2021年4月，其被划入新设的临平区。

## 行政区划
东湖街道办事处驻邱山大街。辖14个社区，分别是：
庙前社区、桂芳桥社区、庙东社区、梅堰社区、丁塘社区、胡桥社区、红旗社区、工农社区、双林社区、塘湾社区、新塘社区、星光社区、红丰社区、横塘社区